# Ralf Peter Hammerstein
Ralf Peter Hammerstein (* 9. Juni 1973 in Neuwied) ist ein Brigadegeneral des Heeres der Bundeswehr und seit April 2024 Kommandeur der Panzergrenadierbrigade 41.

## Leben

### Ausbildung und erste Verwendungen
Hammerstein trat 1992 beim Raketenartilleriebataillon 350 in Montabaur in die Bundeswehr ein. Von 1992 bis 1993 war er bei der Topographiebatterie 900 in Koblenz und anschließend bis 1995 beim Beobachtungspanzerartilleriebataillon 71 in Dülmen. Von 1995 bis 1999 studierte Hammerstein Vermessungswesen an der Universität der Bundeswehr München in Neubiberg bei München und erlangte den Abschluss Diplom-Ingenieur. Nach dem Studium folgte zunächst eine Verwendung als Zugführer in der 2. Batterie des Beobachtungspanzerartilleriebataillons 71 in Dülmen, währenddessen er an seinem ersten Auslandseinsatz in teilnahm. 2001 wurde Hammerstein Batteriechef der 5. Batterie des Beobachtungspanzerartilleriebataillons 71 in Dülmen, 2003 Dezernent für internationale Kartenprodukte beim Zentrum für Geoinformationswesen der Bundeswehr in Euskirchen und 2004 Dezernent in der Abteilung Rüstung/Nutzung im Logistikamt der Bundeswehr in Sankt Augustin.

### Dienst als Stabsoffizier
Von 2005 bis 2007 absolvierte Hammerstein den 2. Lehrgang Generalstabsdienst/Admiralstabsdienst National (LGAN SK) an der Führungsakademie der Bundeswehr in Hamburg, wo er zum Offizier im Generalstabsdienst ausgebildet wurde. Im Folgenden war er Dezernent in der Abteilung Heeresrüstung im Heeresamt in der Konrad-Adenauer-Kaserne in Köln. Anschließend studierte er an der Naval Postgraduate School der Vereinigten Staaten in Monterey, Kalifornien den Studiengang Master in Security Studies mit regionalem Schwerpunkt auf den Mittleren Osten. 2010 wurde Hammerstein beim Deutschen Militärischen Vertreter bei der NATO und der Europäischen Union in Brüssel eingesetzt und 2012 Referent im Referat II 2 in der Abteilung Planung im Bundesministerium der Verteidigung in Bonn. Am 27. Mai 2014 wurde Hammerstein Bataillonskommandeur des Artilleriebataillons 295, was zu jener Zeit in Immendingen stationiert war. In dieser Kommandeurszeit absolvierte er seinen zweiten Auslandseinsatz. Im März 2016 verlegte Hammersteins Bataillon an seinen neuen Standort Stetten am kalten Markt. Am 8. April 2016 wurde das Kommando über das Bataillon an seinen Nachfolger Oberstleutnant Kim Oliver Frerichs übertragen.
Hammerstein war als Oberst Lehrgangsleiter des 2018 bis 2020 stattfindenden 15. Lehrgangs Generalstabsdienst/Admiralstabsdienst National an der Führungsakademie der Bundeswehr in Hamburg.

### Dienst als General
Hammerstein war ab April 2022 Chef des Stabes der 10. Panzerdivision in Veitshöchheim. Anfang 2023 erfolgte die Ernennung zum Brigadegeneral. Im April 2023 wurde er Direktor NATO Advisory and Liaison Team Kosovo. Am 18. April 2024 wurde ihm, als Nachfolger von Brigadegeneral Christian Nawrat, im Rahmen eines feierlichen Appells das Kommando über die Panzergrenadierbrigade 41 übertragen.

### Auslandseinsätze
- 1999 bis 2000: Operationsoffizier in der J5-Abteilung des Hauptquartiers SFOR in Sarajevo, Bosnien und Herzegowina
- ab 10. September 2014: Kontingentführer 5. Deutsches Einsatzkontingent EUTM Mali
- 2023 bis 2024 Direktor des NATO Advisory and Liaison Teams im Kosovo

### Privates
Hammerstein ist verheiratet und hat zwei Kinder.